# 水茅属
水茅属（学名：Scolochloa）是禾本科下的一个属，为高大、多年生草本植物。该属祇有一种，分布于北温带。原本另一種—蘆荻歸為蘆竹屬。

## 下属物种
- 水茅 Scolochloa festucacea (Willd.) Link